# Daniela Gustin
Daniela Gustin er en svensk håndboldspiller, som spiller for HH Elite og Sveriges kvindehåndboldlandshold. Hun er venstrehåndet og spiller højre fløj.
Hun har tidligere spillet i Kärra HF, TSV Harrislee og Füchse Berlin, hvorfra hun i 2016 skiftede til Randers.
Gustin debuterede på landsholdet i en træningskamp mod Island 7. oktober 2016.
Privat danner hun par med den svenske landsholdsspiller Hampus Wanne.